# 住めど地獄のインフェルノ
『住めど地獄のインフェルノ』（すめどじごくのインフェルノ）は、春日沙生による漫画作品。『コミック百合姫』（一迅社）にて2015年3月号から2016年7月号まで連載された。

## あらすじ
栗田茉夏（くりた まなつ）は、高校入学の前日に死んでしまい、覚ましたら地獄にいた。でも、何故死んだのかは思い出せないし、地獄行きになった原因もわからない。地獄なんてイヤだ、と思っていたら、憧れの城戸燈（きどあかり）先輩と地獄でまさかの再会を果たす。新しい友達もでき、地獄での生活を満喫する茉夏であったが、閻魔様による最終裁判が開始され、それぞれが自分の罪と向き合うことになる。

## 登場人物
栗田 茉夏（くりた まなつ）
本作品の主人公。女性。城戸燈先輩にあこがれて、高校へ進学するも、入学式の前日に死んでしまい、地獄に落ちてしまう。
城戸 燈（きど ひかり）
栗田茉夏と同じ高校の先輩で生徒会長。　城戸星垂の3つ下の妹。
城戸 星垂（きど ほたる）
城戸燈の3つ上の姉。燈よりも早く死んだため、見た目は燈よりも幼い。
櫻井 梓咲（さくらい あずさ）
櫻井咲彩とは双子で姉。地獄で生活しており、茉夏と友達になる。
櫻井 咲彩（さくらい さあや）
櫻井梓咲とは双子で妹。茉夏と友達になり、いろいろとお世話をしてくれる。
梨蔵 音々（なくら ねね）
茉夏の友達。かわいい娘好き。
閻魔（えんま）
閻魔様。女性。地獄で生活している人たちの最終裁判をする。

## 書誌情報
- 春日沙生 『住めど地獄のインフェルノ』 一迅社〈コミック百合姫〉、全2巻
  1. 2015年11月18日発売[1]、ISBN 978-4-7580-7501-5 （描き下ろし「更衣室にて、体育の前に。」も収載）
  2. 2016年6月18日発売[2]、ISBN 978-4-7580-7558-9 （描き下ろし「帰路にて、×××には気を付けて。」も収載）